# Lectorat

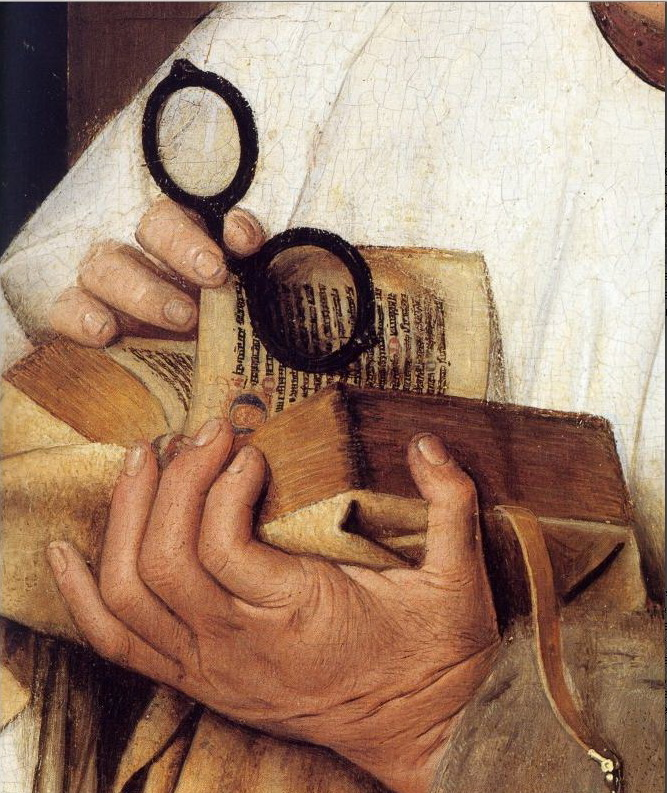
Jan van Eyck, 1436

Pour les articles homonymes, voir Lectorat (homonymie).
 (février 2019).
Le lectorat est l'ensemble des lecteurs d'un auteur, d'un livre ou d'une publication.

## Historique
Il ne s'agit pas ici d'exposer la date exacte de l'apparition du terme, mais plus précisément de situer les moments où l'imprimé est devenu accessible à grande échelle, qui se réduisent à quatre facteurs : l'imprimerie, qui a contribué à l'expansion des connaissances, l'apparition des associations caritatives durant les XVIIe et XVIIIe siècles a joué un rôle important dans l'alphabétisation des classes du peuple, l'on peut dire que le lectorat commença à émerger à la suite du travail de vulgarisation des Modernes comme Fontenelle et la multiplication des salons (intrusion des femmes dans les sphères du savoir). Et enfin, on n'oublie pas de signaler le rôle joué par la presse écrite qui prolifère dès la fin du XVIIe siècle, et finit par être l'organe indispensable qui forme et informe l'opinion publique au XVIIIe siècle.

## Statut
Parler du statut de lectorat, cela revient à répondre au questionnement que soulève la réception de l'imprimé. Ici, on esquisse un bref aperçu des derniers débats. Plusieurs théoriciens, essayistes, se sont penchés sur ce questionnement et cela depuis longtemps. Toutefois, la question prend une autre dimension (il évolue) à travers les écrits de Roland Barthes, et de Umberto Eco. On parle plus ouvertement d'un lecteur actif qui ne fait pas que recevoir ce qui était déjà dit). Actuellement, l'analyse de Yves Citton de la théorie de Stanley Fish, exposée dans Quand lire c'est faire. L'autorité des communautés interprétatives, éclaire le statut créatif accordé au lecteur. Elle réactive la théorie de Fish qui opère une coupure avec les différents statuts du lecteur ou du lectorat dans la Théorie littéraire. Citton développe encore la vision de la problématique de la réception dans son livre Lire, interpréter, actualiser. Pourquoi les études littéraires ? en étudiant les « lectures actualisantes ». Cet essai d'ontologie herméneutique, esquisse aussi le rôle de la lecture dans la construction de soi.

## Catégories
Plusieurs critères peuvent être à la base de notre classement de lectorat : le sexe, l'âge, le domaine auquel l'ouvrage appartient, etc. C'est ainsi que ce terme neutre (un ensemble d'individus) peut avoir une utilisation qui ne l'est pas. Il y a, en effet, un lectorat féminin qui est censé lire les revues, journaux, livres et magazines pour femmes. Et un lectorat masculin composé d'hommes et qui pratique une lecture destinée à répondre aux intérêts du sexe masculin. Il y a aussi un lectorat asexué composé d'hommes et de femmes (les journaux qui traitent des sujets qui concernent tout le monde). Chaque catégorie du lectorat peut à son tour se diviser en plusieurs groupes, c'est-à-dire, à l'intérieur de chaque lectorat (féminin, masculin, jeunesse, seniors, etc.) on trouve des groupes qui ont des attentes ou des pratiques différentes: il y a par exemple le groupe admirateur ou amateur (attaché à un auteur ou un journal particulier) et le groupe qui ne l'est pas (qui lit épisodiquement ou qui lit mais il n'est pas pour autant adepte de ceux qu'il lit).

## Travail socialisant

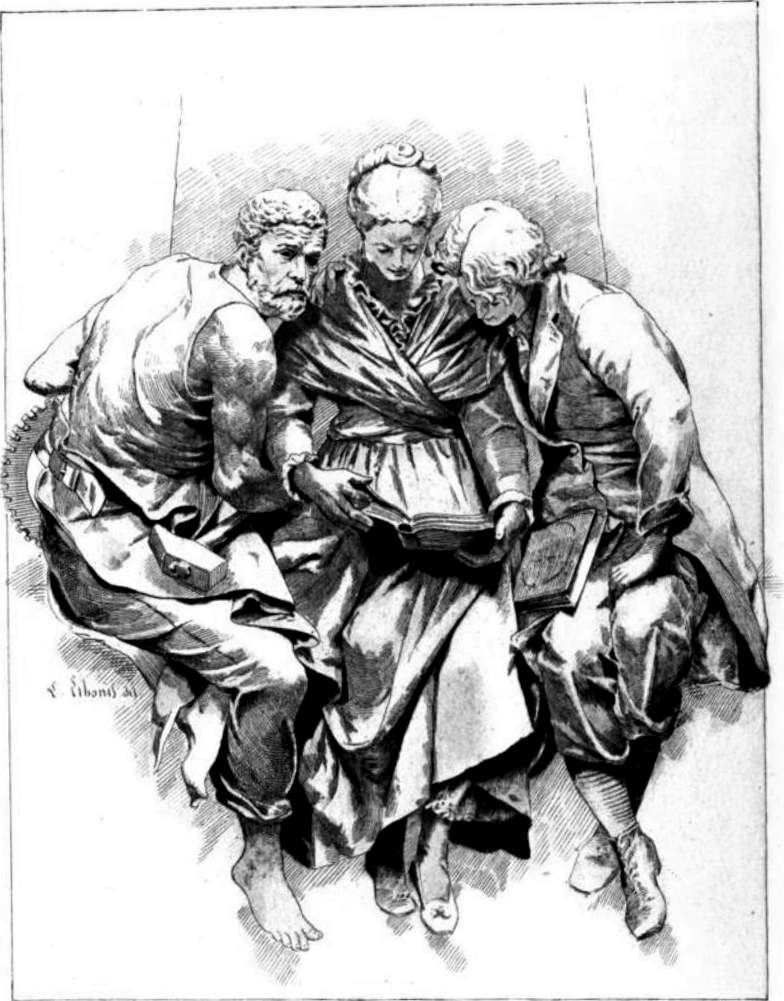
Groupe de lecteurs.

Cet ensemble de lecteurs(trices) que l'on appelle lectorat est un groupe social (public) lié par ses préférences: esthétique, cultuelle, économique, politique, etc.
Il forme ainsi une « communauté interprétative » qui a le même goût, les mêmes attentes, les mêmes intérêts, et qui peut se reconnaître dans une pratique de soi similaire. Cette communauté se reconnaît à travers ses lectures; on peut ainsi dresser un profil pour chaque lectorat à travers les différentes formes de lire et de leurs espaces (la lecture d'une revue scientifique diffère de celle du roman sur la plage ou encore de celle des extraits d'un livre philosophique dans une classe, etc.). Une cartographie de plusieurs stéréotypes de lectorats et de types de sociabilités peut ainsi être esquissée autour de l'imprimé.

## Enjeux économiques
On ne peut ignorer les enjeux économiques que produit le lectorat. On mesure aussi l'impact de l'imprimé à travers sa valeur économique. Les questions de marketing et de la part du marché sont omniprésentes dans (presque) tous les secteurs de l'imprimé et de la diffusion en ligne (par internet). Séduire le lectorat et le fidéliser assure la pérennité des entreprises liées à l'écrit. De même, il permet la vulgarisation du savoir par le biais des articles qui facilitent la compréhension et l'approche des livres philosophiques, scientifiques ou littéraires. Le lectorat joue aussi un rôle important dans la notoriété des auteurs, penseurs, acteurs, journalistes, etc.

## Enjeux politiques
Le lectorat est aussi au centre des enjeux politiques importants. La propagande passe par les médias et les livres. De même, les formes de résistance, de révolte, de critiques socio-politiques, de satires ou de caricatures se diffusent à travers les mêmes réseaux qui forment et informent l'opinion publique. Les différentes factions qui constituent un peuple sont aussi des groupes de lectorats qui se reconnaissent dans les discours politiques et constituent la force des uns et la faiblesse des autres.